# Hlavoun velký
Hlavoun velký (Albatrossia pectoralis) je hlubinná ryba z řádu hrdloploutvých, žijící převážně v nejsevernější části Tichého oceánu; dokáže však migrovat na značné vzdálenosti, jeden exemplář byl nalezen dokonce v blízkosti Falklandských ostrovů. Monotypický druh objevil v roce 1892 Charles Henry Gilbert a dal mu vědecké pojmenování podle své lodi USS Albatross.
Může dosáhnout délky přes dva metry, rekordní úlovek vážil 86 kg. V období rozmnožování klade samice až 400 000 jiker. Nejdelší zaznamenaná délka života podle analýzy otolitů byla padesát šest let. Hlavoun velký je vrcholovým predátorem, jeho potravu tvoří převážně vampýrovka hlubinná, krakatice a korýši. Dospělí jedinci byli zastiženi až v hloubce 3500 m.
Hlavoun velký je relativně hojný, objevily se proto pokusy o komerční rybolov, které však ztroskotaly na nízké kvalitě jeho masa.